# Torradeira
A torradeira é um utensílio culinário usado para torrar fatias de pão ou de bolo, ou seja, tirar parte da sua umidade e promover a reação de Maillard por meio de calor seco, tornando a massa escura e seca.
As torradas e biscoitos podem igualmente fazer-se num forno ou perto do fogo, mas nunca em contacto com ele ou com brasas muito fortes, sob o risco de se queimarem.
A torradeira mais simples, que normalmente se coloca sobre uma placa do fogão é feita de uma folha de metal (geralmente alumínio) sobre a qual existe uma fina grelha e com uma pega. Por vezes, entre a placa e a grelha existe ainda uma camada de amianto para tornar o calor mais suave (atualmente, isto é desaconselhado por as fibras do amianto poderem entrar nos pulmões, bloqueando-os).

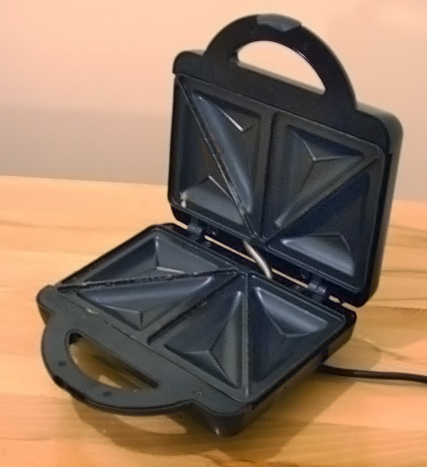
Sanduicheira.

Mas a torradeira mais comum nas cozinhas de hoje é a eléctrica, uma espécie de grelhador, geralmente vertical, formado por uma a três resistências colocadas dentro de uma caixa de metal que tem no topo duas aberturas (ou cujas paredes laterais podem ser abertas) onde se colocam as fatias a torrar. Os modelos mais modernos têm um cronómetro para regular o tempo de uso e uma mola que faz a torrada parcialmente sair, para facilitar a sua retirada sem queimar as mãos.
Em muitos hotéis ou refeitórios onde se serve o pequeno-almoço, podem existir torradeiras em que as fatias são colocadas sobre um tapete rolante, onde cabem várias fatias, que depois de passarem pela(s) resistência, saem automaticamente para um depósito onde são fáceis de tirar, muitas vezes pelos próprios utentes.

## Tipos

### TorradeirasPop-up

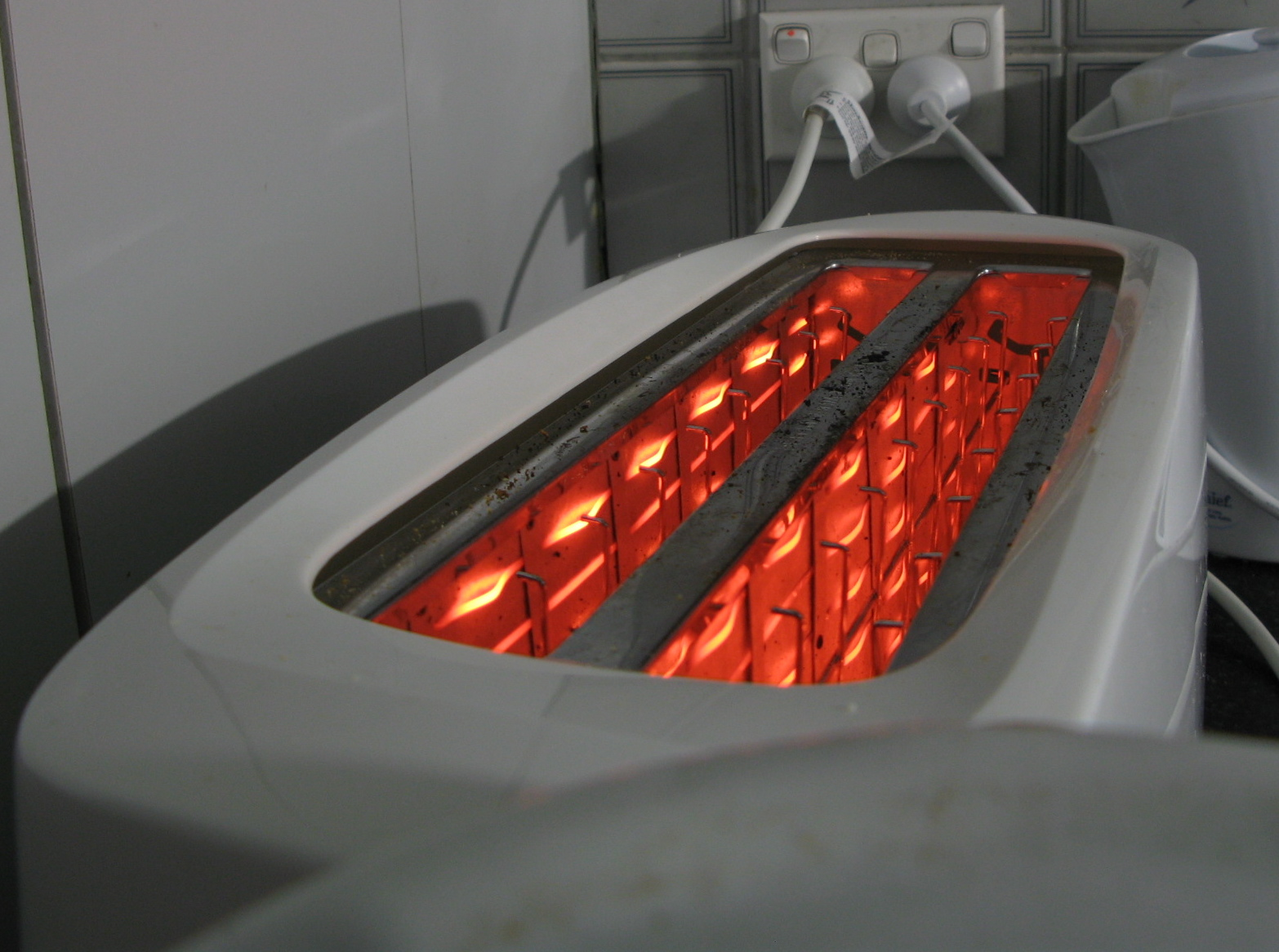
Filamentos brilhantes de uma torradeira moderna de 2 fatias

Em torradeiras automáticas ou pop-up, um único pedaço vertical de pão é colocado em uma ranhura na parte superior da torradeira. Uma alavanca na lateral da torradeira é pressionada para baixo, colocando o pão na torradeira e ativando os elementos de aquecimento . A duração do ciclo de tostage (e, portanto, o grau de torragem) é ajustável por meio de uma alavanca, botão ou série de botões, e quando um dispositivo interno determina que o ciclo de torragem está completo, a torradeira desliga e a torrada salta para fora dos slots. A conclusão da torrada pode ser determinada por temporizador ou por um sensor térmico, como tira metálica, localizada perto da torrada.
Entre as torradeiras pop-up, aquelas que torram duas fatias de pão são mais compradas do que aquelas que podem torrar quatro. Torradeiras pop-up podem ter uma variedade de aparências além de apenas uma caixa quadrada e podem ter um acabamento externo de cromo, cobre, metal escovado ou plástico de qualquer cor. O marketing e o preço das torradeiras podem não ser uma indicação de qualidade para produzir uma boa torrada. Uma típica torradeira pop-up moderna de duas fatias pode consumir de 600 a 1200 watts.

### Torradeiras transportadoras
Torradeiras transportadoras são projetadas para fazer muitas fatias de torrada e geralmente são usadas na indústria de catering, restaurantes, cafeterias, instalações de cozinha institucionais e outras situações de serviço de alimentação comercial onde uma torragem constante ou em alto volume é necessária. O pão é torrado a uma taxa de 300–1600 fatias por hora;  o controle de cozimento em tal torradeira ajusta a velocidade do transportador, alterando assim o tempo durante o qual o pão está perto dos elementos de calor. Torradeiras transportadoras foram produzidas para uso doméstico; em 1938, por exemplo, o Toast-O-Lator entrou em produção limitada.

## História

Torradeira antes do uso da eletricidade

Antes do desenvolvimento da torradeira elétrica, o pão fatiado era torrado, colocando-o em uma estrutura de metal ou em um garfo  e, segurando-o próximo ao fogo ou sobre uma churrasqueira de cozinha, aquecia-se. Surgiram no início do século XIX, diversos utensílios para torrar pão em chamas abertas, incluindo implementos decorativos feitos de ferro forjado.
A primeira torradeira de pão elétrica foi inventada pela Crompton & Company, uma empresa britânica que, em 1893, apresentou uma das primeiras versões de torradeiras elétricas. No entanto, essas primeiras versões eram muito rudimentares e perigosas.
A grande evolução surgiu em 1905, quando Albert Marsh, um engenheiro norte-americano, inventou uma liga metálica de níquel e crómio chamada "nichrome"- em português nicromo- que resiste bem ao calor e é ideal para os filamentos de aquecimento, podendo ter a função de resistência elétrica (R) sem fundir, abrindo o circuito, tão facilmente. Esta invenção tornou viável o uso doméstico da torradeira elétrica.
A primeira torradeira elétrica prática e comercialmente bem-sucedida foi lançada pela empresa Toastmaster em 1921, nos Estados Unidos. Esta versão já incluía um temporizador e ejetava o pão automaticamente — algo mais próximo das torradeiras modernas.

### Desenvolvimento do elemento de aquecimento
O principal problema técnico no desenvolvimento de torradeiras na virada do século XX foi o desenvolvimento de um elemento de aquecimento que seria capaz de sustentar o aquecimento repetido a temperaturas extremamente altas sem quebrar ou se tornar muito frágil. Um desafio técnico semelhante foi recentemente superado com a invenção das primeiras lâmpadas incandescentes de sucesso por Joseph Swan e Thomas Edison. No entanto, a lâmpada aproveitou a presença de um vácuo, algo que não poderia ser usado para a torradeira.

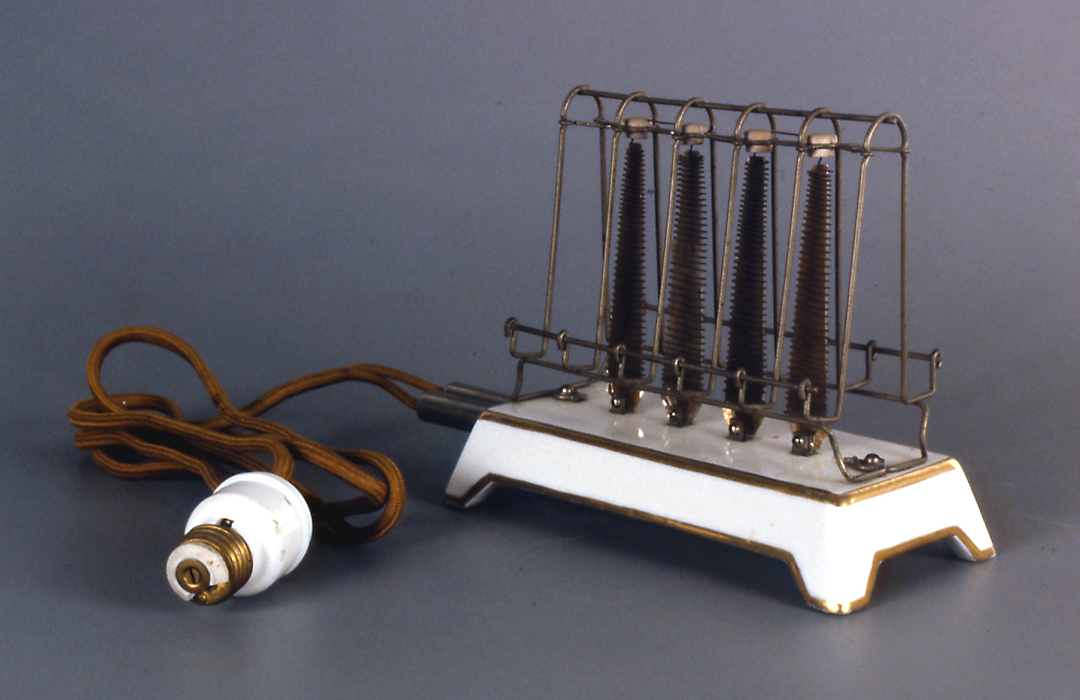
Torradeira com encaixe de parafuso Edison, c. 1909

Foi comercializada pela Crompton, Stephen J. Cook & Company do Reino Unido como um aparelho de torrar chamado Eclipse. As primeiras tentativas de produzir aparelhos elétricos usando fiação de ferro foram malsucedidas, porque a fiação derreteu facilmente e representava um sério risco de incêndio. Enquanto isso, a eletricidade não estava prontamente disponível e, quando estava, geralmente só estava disponível à noite.
O problema do elemento de aquecimento foi resolvido em 1905 por um jovem engenheiro chamado Albert Marsh, que projetou uma liga de níquel e cromo, que veio a ser conhecida como Nicromo .
O primeiro pedido de patente nos Estados Unidos para uma torradeira elétrica foi feito por George Schneider, da American Electrical Heater Company de Detroit, em colaboração com Marsh. Uma das primeiras aplicações que a empresa Hoskins considerou para seu fio cromel foi para uso em torradeiras, mas a empresa acabou abandonando esses esforços para se concentrar em fazer apenas o próprio fio.
A primeira torradeira elétrica de sucesso comercial foi introduzida pela General Electric em 1909 para o modelo D-12 da GE. 

### Tostagem de dois lados e tecnologias pop-up automatizadas
Em 1913, Lloyd Groff Copeman e sua esposa Hazel Berger Copeman solicitaram várias patentes de torradeira e, no mesmo ano, a Copeman Electric Stove Company lançou uma torradeira com um virador de pão automático. Antes disso, torradeiras elétricas cozinhavam o pão de um lado, o que significava que o pão precisava ser virado à mão para cozinhar os dois lados. A torradeira de Copeman girou o pão sem ter que tocá-lo.

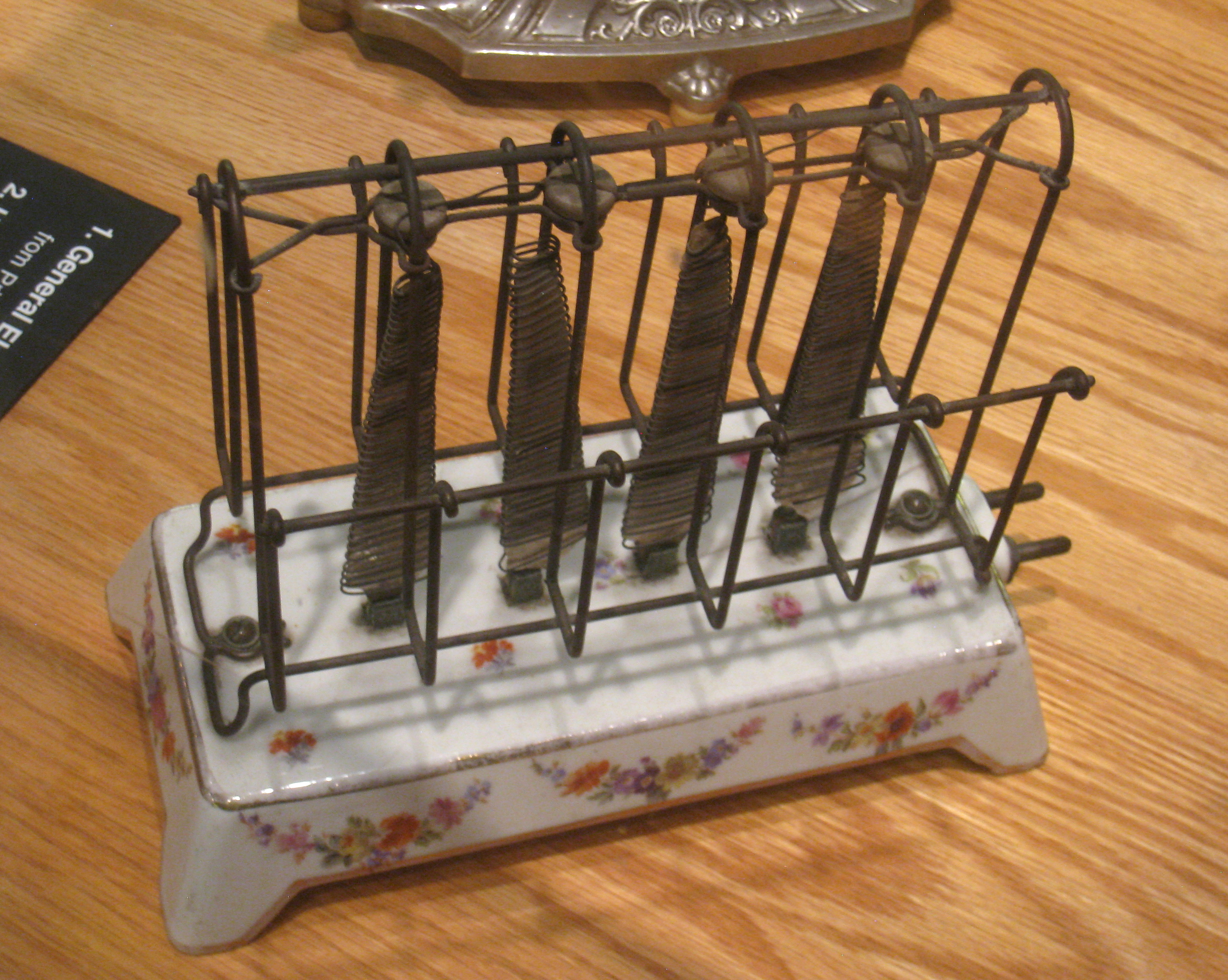
Torradeira General Electric Modelo D-12, de 1910

A torradeira pop-up automática, que ejeta a torrada após torrá-la, foi patenteada pela primeira vez por Charles Strite em 1921. Em 1925, usando uma versão melhorada da torradeira Strite, a Waters Genter Company introduziu o modelo 1-A-1 Toastmaster, a primeira torradeira doméstica automática, pop-up, que podia dourar pão em ambos os lados simultaneamente, ajustando o aquecimento elemento em um cronômetro e ejetar a torrada quando terminar. 

## Pesquisa
Vários projetos adicionaram tecnologia avançada às torradeiras. Em 1990, Simon Hackett e John Romkey criaram "The Internet Toaster", uma torradeira que podia ser controlada pela Internet. Em 2001, Robin Southgate da Brunel University, na Inglaterra, criou uma torradeira que podia torrar um gráfico da previsão do tempo (limitado a sol ou nublado) em um pedaço de pão. A torradeira disca um número de telefone pré codificado para obter a previsão do tempo.
Em 2005, a Technologic Systems, um fornecedor de hardware de sistemas embarcados, projetou uma torradeira rodando o sistema operacional NetBSD Unix como um sistema de demonstração de vendas. Em 2012, Basheer Tome, um estudante da Georgia Tech, projetou uma torradeira usando sensores de cor para torrar o pão no tom exato de marrom especificado por um usuário.
Uma torradeira que usava o Twitter foi citada como um dos primeiros exemplos de aplicação da Internet das Coisas . Torradeiras têm sido usadas como dispositivos de publicidade para marketing online .

## Invenções semelhantes

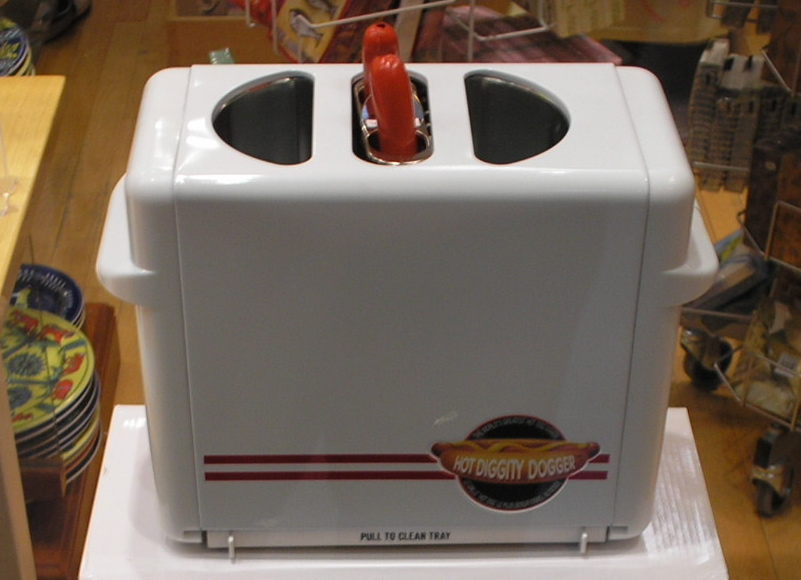
Uma torradeira de cachorro-quente

Uma torradeira de cachorro-quente é uma variação do design da torradeira; ele cozinha cachorros-quentes sem o uso de micro-ondas ou fogões. O aparelho é semelhante a uma torradeira comum, exceto que há dois slots no meio para cachorros-quentes e dois slots no lado de fora para torrar os pães.

## A farsa de Alan MacMasters
- Em fevereiro de 2012, um grupo de estudantes britânicos criou uma farsa ao editar o artigo da Wikipédia em inglês sobre a torradeira elétrica e introduzir a falsa informação de que um homem chamado Alan Macmasters inventou o eletrodoméstico no ano de 1893. Esta informação espalhou-se pelo mundo fora pelo simples motivo de poucos irem realmente verificar as fontes e muitos acreditarem às cegas nas ferramentas da internet. Atualmente, ainda existem muitos sites pela internet que afirmam que o inventor da torradeira elétrica é "Alan Macmastars"

## Ver também

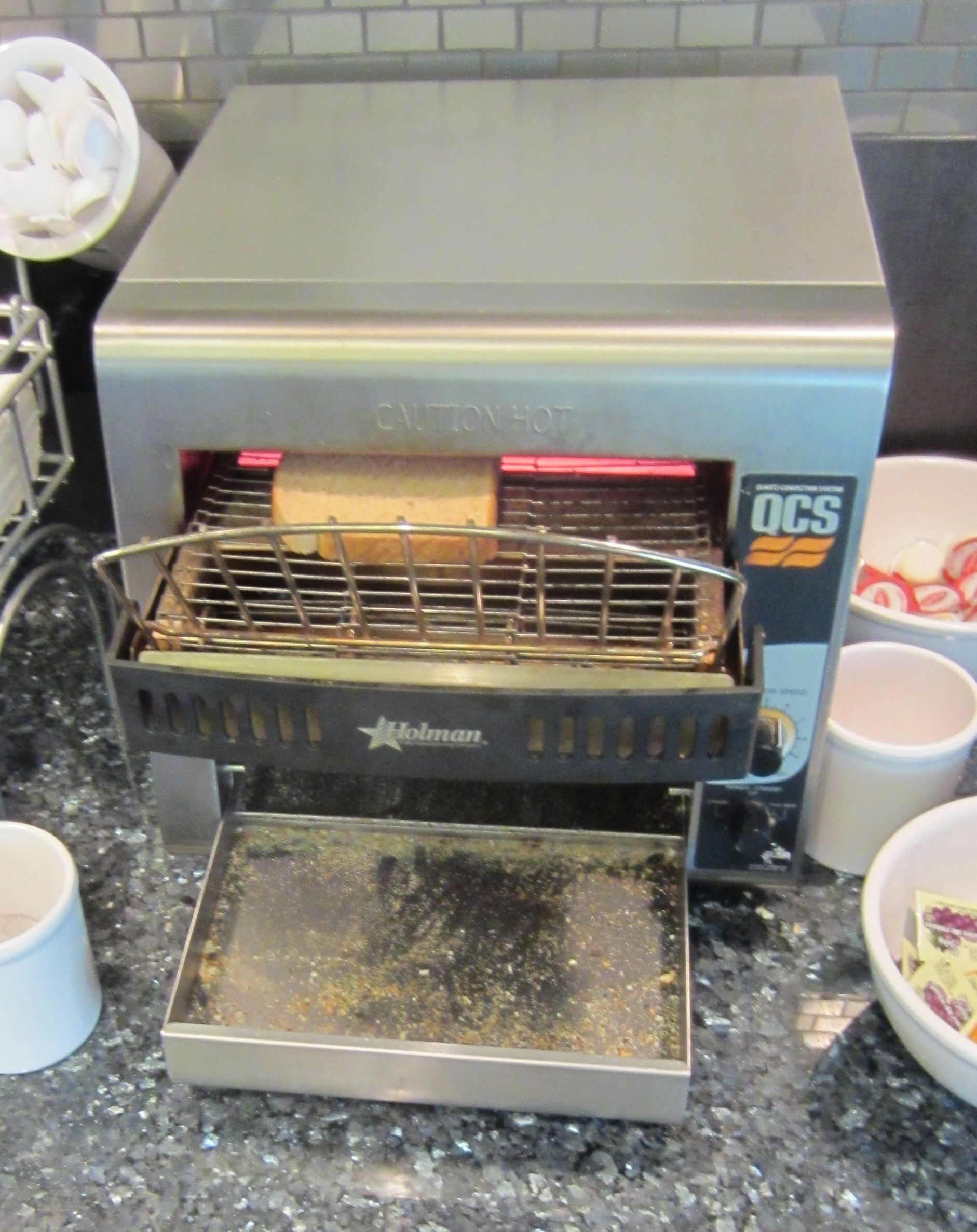
Uma torradeira transportadora